# Толстохвостый лемур
Толстохвостый лемур (лат. Cheirogaleus medius) — вид млекопитающих животных из инфраотряда лемурообразных отряда приматов. Распространён в западной и южной части Мадагаскара. Встретить этого лемура можно в сухих и влажных лиственных тропических лесах, на нижнем ярусе леса. Тело лемура длиной до 19 см с хвостом такой же длины. Сезон спаривания — в октябре. Беременность длится 60 дней. Самка способна родить 2 или 3 детёныша.
Толстохвостый лемур — первый из известных представителей отряда приматов, способный впадать в спячку. С ноября по март, они нагуливают жир, который запасается у них в первую очередь в хвосте. В засушливом периоде (с апреля по октябрь) они впадают в зимнюю спячку. Для этого они часто используют пустоты в стволах, пустоты под разрушающимися стволами, или другие убежища. В течение этого времени они живут от резервов в хвосте, при этом их вес может сокращаться почти на половину. Температура тела содержится в течение этого времени не на стабильном уровне, а приспосабливается к наружной температуре и может колебаться в пределах от 10 до 40 °C.